# Acide thiocarbonique
L'acide thiocarbonique est un composé chimique de formule H2CS3. C'est un analogue soufré de l'acide carbonique H2CO3. Il est souvent appelé acide trithiocarbonique afin de le différencier des autres thiocarbonates. Il se présente sous la forme d'un liquide rouge huileux à l'odeur piquante qui se décompose à 57 °C. Il a été signalé en 1824 par le chimiste danois Zeise et décrit avec davantage d'informations en 1826 par le chimiste suédois Berzelius. Dans les deux cas, il avait été obtenu par l'action de disulfure de carbone CS2 sur un sel de bisulfure HS−, par exemple le bisulfure de potassium KSH :
CS2 + 2 KSH ⟶ K2CS3 + H2S.
Le traitement du thiocarbonate de potassium avec un acide libère l'acide thiocarbonique sous la forme d'une huile rouge :
K2CS3 + 2 HX → H2CS3 + 2 KX.
L'acide ainsi que la plupart de ses sels sont instables et se décomposent en libérant du disulfure de carbone CS2, notamment par chauffage :
H2CS3 → CS2 + H2S.
L'acide thiocarbonique n'a pas d'applications significatives. Ses esters, parfois appelés thioxanthates (en), sont utilisés en polymérisation RAFT.